# Europese kanarie
De Europese kanarie (Serinus serinus) is een zangvogel uit de familie van de vinkachtigen (Fringillidae). 

## Kenmerken
De Europese kanarie is een kleine vogel, met een lengte van slechts 11 tot 12 centimeter. Hij heeft een zwaar gestreepte rug, buik en flanken. Het mannetje is citroengeel op de kop, hals en borst. Het vrouwtje is hier vaal geelwit. Bij beide geslachten is de stuit geel en de staart geheel donker. De snavel is zeer kort, dik en grijs.

## Verspreiding en leefgebied
De Europese kanarie komt voor in Midden- en Zuid-Europa (zie kaartje). De Europese kanarie leeft in boomgroepen, bosranden, tuinen, parken, boomgaarden en begraafplaatsen, bij voorkeur met enkele coniferen. Vanuit deze coniferen zingt het mannetje graag zijn liedje, een razendsnelle stroom van piepende, scherpe en rinkelende klanken.

## Voorkomen in Nederland en Vlaanderen
Europese kanaries kunnen in de zomermaanden in Nederland en België aangetroffen worden. Volgens SOVON zijn er onvoldoende gegevens om iets te zeggen over trends in het aantal broedparen. Dit wordt rond het jaar 2000 geschat op 400 tot 450 paar, vooral in Zuid-Limburg en verder langs de oostgrens van Nederland. Het aantal waarnemingen buiten de broedtijd was relatief hoog in 1997, daalde de volgende drie jaar, en steeg daarna licht. Maar tussen 2003 en 2007 was er weer een sterke daling. In de periode 2018-2020 waren er slechts 10-20 broedparen in Nederland.
De Europese kanarie staat als bedreigd op de Nederlandse Rode Lijst. De soort staat op de Vlaamse Rode Lijst als ernstig bedreigd. De Europese kanarie staat als niet bedreigd op de internationale Rode Lijst van de IUCN.

## Afbeeldingen

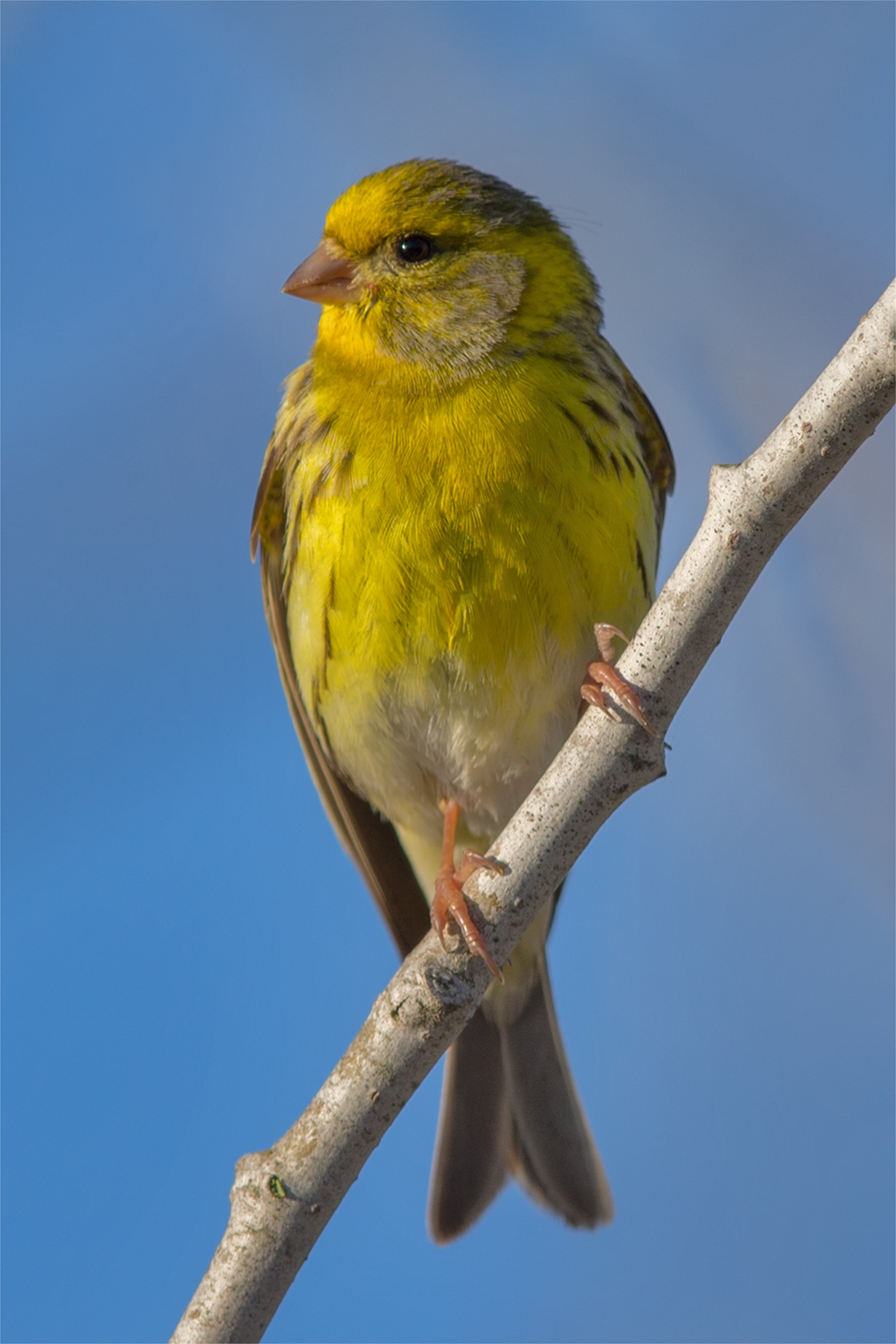
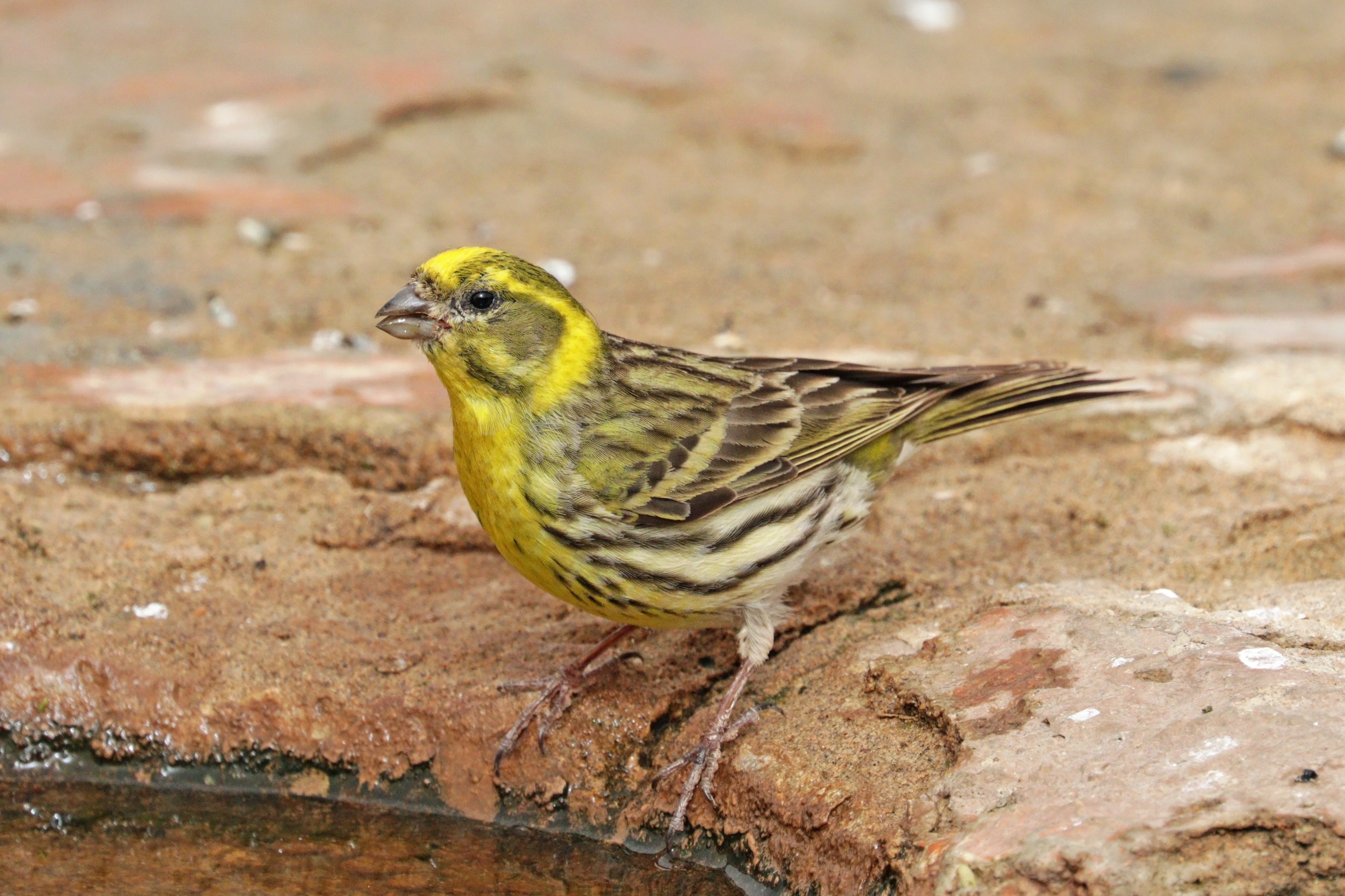
Mannetje
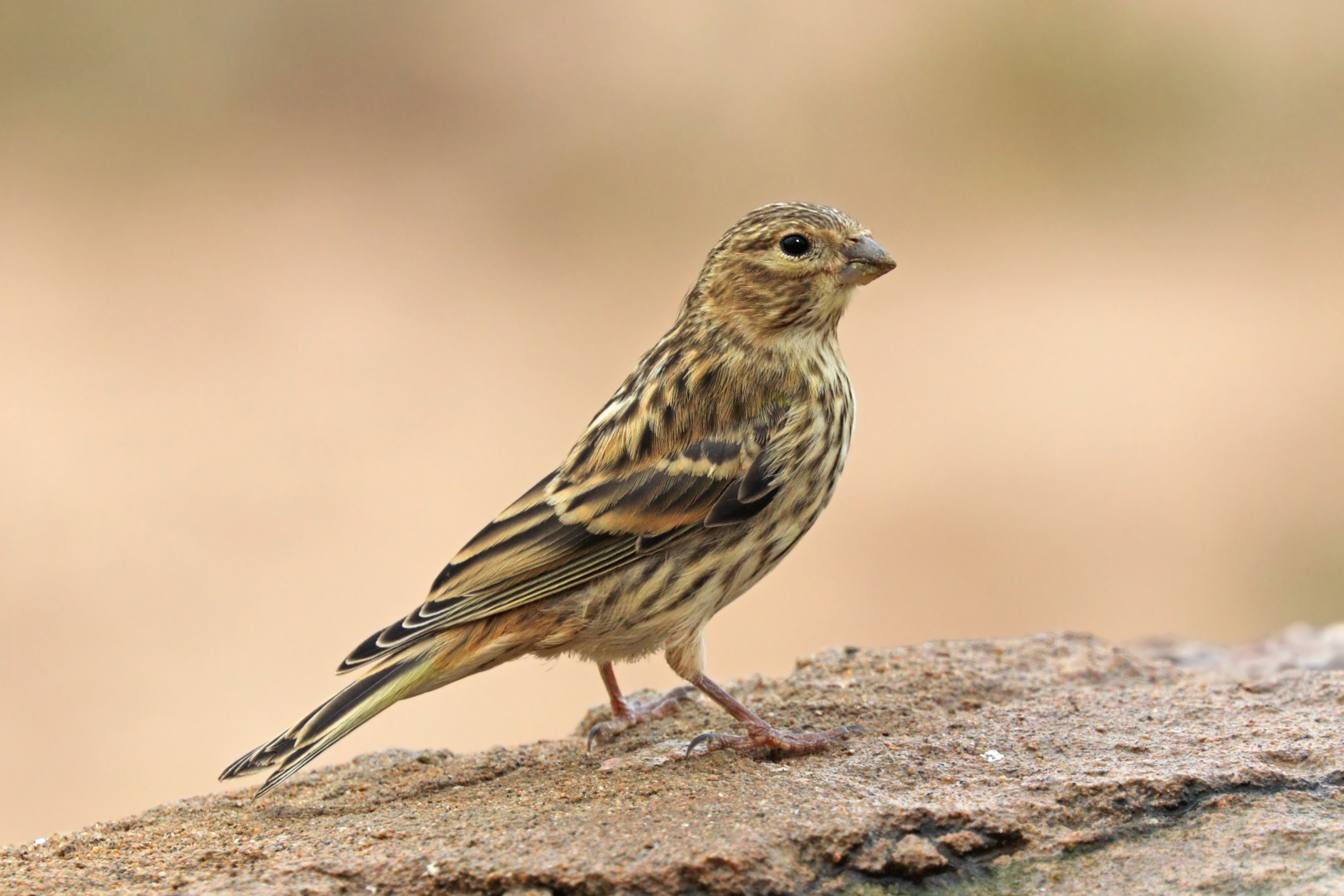
Vrouwtje
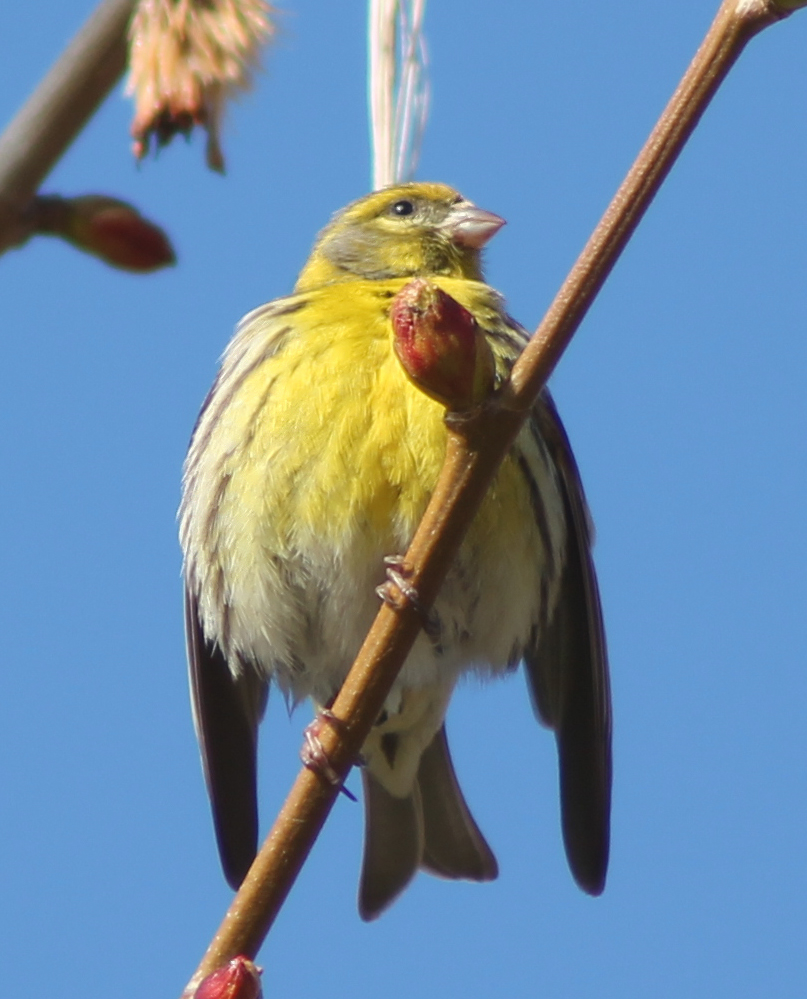